# الدوري المقدوني الأول لكرة القدم
الدوري المقدوني لكرة القدم (بالمقدونية: Прва македонска Фудбалска Лига) هي الدرجة الممتازة لكرة القدم في جمهورية مقدونيا، ويشارك في الدوري الممتاز 12 نادي. وتم تأسيسه في عام 1992.